# Stoksozaur
Stoksozaur (Stokesosaurus) – teropod z nadrodziny tyranozauroidów (Tyrannosauroidea); nazwa została nadana na cześć amerykańskiego paleontologa Williama Stokesa. Obejmuje jeden gatunek, Stokesosaurus clevelandi Madsen, 1974. Opisany w 2008 roku drugi gatunek, angielski Stokesosaurus langhami Benson, 2008, został później ustanowiony gatunkiem typowym odrębnego rodzaju Juratyrant.
Żył w okresie późnej jury (ok. 150-144 mln lat temu) na terenach Ameryki Północnej. Długość ciała ok. 4 m, wysokość ok. 1,5 m, masa do 100 kg. Jego szczątki znaleziono w USA (w stanie Utah).